# Кастро, Тонита
Тони́та Ка́стро (англ. Tonita Castro; январь 1953, Халиско, Мексика — 8 мая 2016, Буэна-Парк, Калифорния, США) — американская актриса

.

## Биография
Тонита Кастро родилась в январе 1953 года в Халиско (Мексика).
Приехав в Соединённые Штаты из Мексики в конце 1970-х годов после смерти отца, Кастро первоначально стремилась стать учителем, прежде чем устроиться на работу в Radio Express. Она проработала там более двадцати лет.
Кастро начала актёрскую карьеру в 2005 году, появившись в криминальной драме «Щит». Она появилась с гостевыми ролями в таких телешоу, как «Хор», «Маленькая Британия в США», «Программа Сары Сильверман», «Путешественники», «Два с половиной человека», «На старт!» и «Жизнь в деталях». В 2013 году она была частью основного актёрского состава недолгоиграющего ситкома «Папаши», исполнительным продюсером которого стал Сет МакФарлейн.
Кастро появилась в фильмах «Представь себе», «Приколисты», «Семейная свадьба», «Крутой чувак», «Ищу друга на конец света», «Книга жизни» и «Во времена Бога».
Во время съёмок в «Жизни в деталях», Кастро начала себя плохо чувствовать и в итоге ей был поставлен диагноз рак поджелудочной железы. Она умерла от болезни 8 мая 2016 года.

## Избранная фильмография
| Год       |    | Русское название          | Оригинальное название                     | Роль                                 |
| --------- | -- | ------------------------- | ----------------------------------------- | ------------------------------------ |
| 2005      | с  | Щит                       | The Shield                                | Кармен                               |
| 2006      | ф  | Положись на друзей        | Friends with Money                        | Тереза                               |
| 2007      | с  | Жизнь как приговор        | Life                                      | Домработница                         |
| 2009      | ф  | Представь себе            | Imagine That                              | Грасиелла                            |
| 2009      | ф  | Приколисты                | Funny People                              | Бонита                               |
| 2010      | ф  | Сострадание к прекрасному | Sympathy for Delicious                    | Отчаянная мексиканка                 |
| 2010      | ф  | Семейная свадьба          | Our Family Wedding                        | Тётя Розита                          |
| 2010      | с  | Хор                       | Glee                                      | Имельда                              |
| 2010      | с  | Декстер                   | Dexter                                    | венесуэлка                           |
| 2010      | с  | Два с половиной человека  | Two and a Half Men                        | Эсмерельда                           |
| 2011      | ф  | Будущее                   | The Future                                | Вторая женщина, подавшая ходатайство |
| 2011      | ф  | Звук моего голоса         | Sound of My Voice                         | Лумала                               |
| 2011      | с  | Воспитывая Хоуп           | Raising Hope                              | Кармела                              |
| 2011      | с  | Саутленд                  | Southland                                 | Тереза                               |
| 2011      | с  | Неуклюжая                 | Awkward                                   | Лупита                               |
| 2012      | ф  | Ищу друга на конец света  | Seeking a Friend for the End of the World | Эльза                                |
| 2012—2013 | с  | На старт!                 | Go On                                     | Фауста                               |
| 2013—2014 | с  | Папаши                    | Dads                                      | Эдна                                 |
| 2014      | с  | Падение Дженнифер         | Jennifer Falls                            | Альма                                |
| 2014      | мф | Книга жизни               | The Book of Life                          | Смерть в образе старухи              |
| 2015      | с  | Гриндер                   | The Grinder                               | Йоланда                              |
| 2015      | с  | Белла и Бульдоги          | Bella and the Bulldogs                    | Бабушка                              |
| 2015      | с  | Жизнь в деталях           | Life in Pieces                            | Тонита                               |